# Liste der Baudenkmäler in Erlabrunn
Auf dieser Seite sind die Baudenkmäler in der unterfränkischen Gemeinde Erlabrunn zusammengestellt. Diese Tabelle ist eine Teilliste der Liste der Baudenkmäler in Bayern. Grundlage ist die Bayerische Denkmalliste, die auf Basis des Bayerischen Denkmalschutzgesetzes vom 1. Oktober 1973 erstmals erstellt wurde und seither durch das Bayerische Landesamt für Denkmalpflege geführt wird. Die folgenden Angaben ersetzen nicht die rechtsverbindliche Auskunft der Denkmalschutzbehörde.

## Baudenkmäler
| Lage | Objekt                                | Beschreibung | Akten-Nr.                        | Bild           |
| --- | ------------------------------------- | --- | -------------------------------- | -------------- |
| Straße nach Zellingen | Bildstock                             | mit Kreuzigung, bezeichnet 1601; nicht nachqualifiziert, im Bayerischen Denkmal-Atlas nicht kartiert                                                           | D-6-79-128-30 Wikidata           | BW             |
| Elisabethenstraße 2 (Standort) | Kellerhals                            | mit profiliertem Rundbogengewände, bezeichnet 1602 | D-6-79-128-1 Wikidata            | BW             |
| Goldbühlein, Nähe Volkenbergstraße, Eselsweg, Trieb, Volkenberg, Volkenbergstraße 1, Nähe Falkenburgstraße, Stationsweg (Standort) | Kreuzweg                              | 14 Stationen mit figuralen Gusseisenreliefs, neugotisch, 2. Hälfte 19. Jahrhundert                                                                             | D-6-79-128-29 Wikidata           | weitere Bilder |
| Grotte (Standort) | Wegkreuz                              | mit Pietàgruppe auf Tischsockel, Sandstein, 18. Jahrhundert | D-6-79-128-34 Wikidata           | weitere Bilder |
| Katzenleiten (Standort) | Sühnekreuz                            | grob gehauenes Steinkreuz, wohl spätmittelalterlich | D-6-79-128-36 Wikidata           | weitere Bilder |
| Kaulesel (Standort) | Gedenkkreuz                           | Sandsteinkreuz mit Inschriftenkartusche und Puttenköpfen, bezeichnet 1619; nicht nachqualifiziert, im Bayerischen Denkmal-Atlas nicht kartiert                 | D-6-79-128-31 Wikidata           | weitere Bilder |
| Maingasse 3 (Standort) | Wohngebäude                           | zweigeschossiger Krüppelwalmdachbau in Ecklage, mit Fachwerkobergeschoss, am Türsturz bezeichnet 1747                                                          | D-6-79-128-2 Wikidata            | weitere Bilder |
| Mainleite | Bildstock                             | Pietà, 17. Jahrhundert; nicht nachqualifiziert, im Bayerischen Denkmal-Atlas nicht kartiert                                                                    | D-6-79-128-4 Wikidata            | BW             |
| Mainleite 1 (Standort) | Hofanlage, Wohngebäude                | zweigeschossiger Satteldachbau mit Fachwerkobergeschoss und drei überlebensgroßen, barocken Heiligenfiguren, 17. Jahrhundert                                   | D-6-79-128-3 Wikidata            | weitere Bilder |
| Maingasse 5 (Standort) | Hofanlage, Scheune                    | Fachwerkbau mit Satteldach, gleichzeitig | D-6-79-128-3 zugehörig Wikidata  | weitere Bilder |
| Mainleite 1, Mainleite, Maingasse 5 (Standort)                                                                                     | Hofanlage, Einfriedung                | mit zwei Hoftoren, eines mit Wappenschlussstein | D-6-79-128-3 zugehörig Wikidata  | weitere Bilder |
| Mainleite 1, Mainleite, Maingasse 5 (Standort)                                                                                     | Hofanlage, Pforte                     | mit Inschriftentafel, bezeichnet 1672, Bruchsteinmauerwerk, wohl 17. Jahrhundert                                                                               | D-6-79-128-3 zugehörig Wikidata  | weitere Bilder |
| Mainleite 1 (Standort) | Bildhäuschen                          | mit Relief des Erzengels Michael, bezeichnet 1726 | D-6-79-128-3 zugehörig Wikidata  | weitere Bilder |
| Obere Kirchgasse 4 (Standort) | Türgewände                            | kielbogig, spätgotisch, bezeichnet 1520 | D-6-79-128-5 Wikidata            | weitere Bilder |
| Obere Kirchgasse 6, Büttnergasse 3 (Standort)                                                                                      | Katholische Pfarrkirche Sankt Andreas | einheitlicher nachgotischer Saalbau mit eingezogenem Chor und Chorflankenturm mit Spitzhelm, 1655–57, mit Ausstattung                                          | D-6-79-128-6 Wikidata            | weitere Bilder |
| Obere Kirchgasse 6, Büttnergasse 3 (Standort)                                                                                      | Rest der ehemals Kirchhofbefestigung  | Bruchsteinmauerwerk, wohl gleichzeitig | D-6-79-128-6 zugehörig Wikidata  | weitere Bilder |
| Obere Kirchgasse 6, Büttnergasse 3 (Standort)                                                                                      | Ehemaliges Friedhofskreuz             | Kruzifix auf Postament mit Inschriftenkartusche, Sandstein, 18. Jahrhundert                                                                                    | D-6-79-128-6 zugehörig Wikidata  | weitere Bilder |
| Obere Kirchgasse 6, Büttnergasse 3 (Standort)                                                                                      | Grabdenkmäler                         | Sandstein, 18. Jahrhundert | D-6-79-128-6 zugehörig Wikidata  | weitere Bilder |
| Pfaffenberg (Standort) | Bildhäuschen                          | rundbogiger Nischenaufsatz mit Kreuzbekrönung auf erneuertem Sockel, bezeichnet 1723                                                                           | D-6-79-128-32 Wikidata           | weitere Bilder |
| Röthenstraße 1 (Standort) | Ehemals Wohnwirtschaftsgebäude        | zweigeschossiger Satteldachbau mit Fachwerkobergeschoss un Ecklage, bezeichnet 1740, Kellerfenster bezeichnet 1609                                             | D-6-79-128-7 Wikidata            | weitere Bilder |
| Röthenstraße 2 (Standort) | Wohngebäude                           | zweigeschossiger Halbwalmdachbau mit Fachwerkobergeschoss, bezeichnet 1669                                                                                     | D-6-79-128-8 Wikidata            | weitere Bilder |
| Röthenstraße 7 (Standort) | Wohngebäude                           | zweigeschossiger Satteldach mit Fachwerkobergeschoss und Zierfachwerkgiebel, bezeichnet 1619                                                                   | D-6-79-128-9 Wikidata            | weitere Bilder |
| Röthenstraße 8 (Standort) | Hofanlage, Wohngebäude                | Dreigeschossiger, verputzter Satteldachbau mit Fachwerkobergeschossen, 17. Jahrhundert                                                                         | D-6-79-128-10 Wikidata           | weitere Bilder |
| Röthenstraße 8 (Standort) | Hofanlage, Hoftor                     | 18. Jahrhundert | D-6-79-128-10 zugehörig Wikidata | weitere Bilder |
| Röthenstraße 8 (Standort) | Scheune                               | Fachwerkbau mit Satteldach, 18. Jahrhundert | D-6-79-128-10 zugehörig Wikidata | weitere Bilder |
| Röthenstraße 9 (Standort) | Wohngebäude                           | zweigeschossiger Fachwerkbau mit Satteldach, bezeichnet 1622                                                                                                   | D-6-79-128-11 Wikidata           | weitere Bilder |
| Unterer Neuberg (Standort) | Bildhäuschen                          | rundbogiger Nischenaufsatz mit Kreuzbekrönung über Postament, bezeichnet 1765                                                                                  | D-6-79-128-33 Wikidata           | weitere Bilder |
| Volkenberg (Standort) | Katholische Kapelle                   | auf dem Volkenberg, kleiner Saalbau mit Dachreiter und Zwiebelhaube, 19. Jahrhundert, mit Ausstattung                                                          | D-6-79-128-28 Wikidata           | weitere Bilder |
| Weinsteig (Standort) | Kalkofen                              | nahezu quadratischer Bruchsteinmauerwerksbau, um 1900 | D-6-79-128-37 Wikidata           | weitere Bilder |
| Nähe Würzburger Straße (Standort)                                                                                                  | Pforte                                | Gewände bezeichnet 1704 | D-6-79-128-19 Wikidata           | BW             |
| Würzburger Straße 1 (Standort) | Gasthof Deutscher Hof                 | zweigeschossiger Satteldachbau mit verputztem Giebelfachwerk, Erker an Konsole bezeichnet 1575 Hoftor, rundbogig, bezeichnet 1575                              | D-6-79-128-13 Wikidata           | weitere Bilder |
| Würzburger Straße 1 (Standort) | Hoftor                                | rundbogig, bezeichnet 1575 | D-6-79-128-13 zugehörig Wikidata | weitere Bilder |
| Würzburger Straße 2 (Standort) | Wohngebäude                           | eingeschossiger Massivbau über hohem Sockel, mit Satteldach, Zierfachwerkgiebel und profilierten Fensterrahmungen, 16. Jahrhundert                             | D-6-79-128-14 Wikidata           | weitere Bilder |
| Würzburger Straße 2 (Standort) | Hoftor                                | rundbogig mit profiliertem Gewände und Hauszeichen, bezeichnet 1594                                                                                            | D-6-79-128-14 zugehörig Wikidata | weitere Bilder |
| Würzburger Straße 4 (Standort) | Nebengebäude                          | zweigeschossiger Satteldachbau mit Fachwerkobergeschoss, wohl 18. Jahrhundert                                                                                  | D-6-79-128-15 Wikidata           | BW             |
| Würzburger Straße 4 (Standort) | Pforte                                | profiliertes Gewände, bezeichnet 1596 | D-6-79-128-15 zugehörig          | BW             |
| Würzburger Straße 5 (Standort) | Gasthof Löwen                         | zweigeschossiger Halbwalmdachbau über Hakengrundriss, mit Fachwerkobergeschoss und Tordurchfahrt, am Torbogen bezeichnet 1562                                  | D-6-79-128-16 Wikidata           | weitere Bilder |
| Würzburger Straße 6 (Standort) | Hoftor                                | rundbogig, Gewände bezeichnet 1569 | D-6-79-128-17 Wikidata           | weitere Bilder |
| Würzburger Straße 7 (Standort) | Wohngebäude                           | zweigeschossiger Satteldachbau mit Fachwerkobergeschoss, 16./17. Jahrhundert                                                                                   | D-6-79-128-18 Wikidata           | weitere Bilder |
| Würzburger Straße 7 (Standort) | Scheune                               | Fachwerkbau mit Satteldach, wohl gleichzeitig | D-6-79-128-18 Wikidata           | weitere Bilder |
| Würzburger Straße 7 (Standort) | Torbogen und Pforte                   | bezeichnet 1566 | D-6-79-128-18 Wikidata           | BW             |
| Würzburger Straße 13 (Standort) | Relief                                | mit Gekreuzigtem, Sandstein, 17. Jahrhundert | D-6-79-128-20 Wikidata           | weitere Bilder |
| Würzburger Straße 15 (Standort) | Relief                                | mit Pietàgruppe in Nische, Sandstein, 17. Jahrhundert | D-6-79-128-21 Wikidata           | weitere Bilder |
| Würzburger Straße 16 (Standort) | Wohngebäude                           | breit gelagerter, zweigeschossiger Halbwalmdachbau mit Fachwerkobergeschoss, 18. Jahrhundert, Hoftor, gleichzeitig                                             | D-6-79-128-22 Wikidata           | weitere Bilder |
| Würzburger Straße 14, 16 (Standort)                                                                                                | Hoftor                                | gleichzeitig | D-6-79-128-22 Wikidata           | weitere Bilder |
| Würzburger Straße 21 (Standort) | Hoftor                                | rundbogig, bezeichnet 1521 | D-6-79-128-23 Wikidata           | weitere Bilder |
| Würzburger Straße 34 (Standort) | Wohngebäude                           | zweigeschossiger Halbwalmdachbau mit Fachwerkobergeschoss, über hohem Sockel, 18. Jahrhundert                                                                  | D-6-79-128-24 Wikidata           | weitere Bilder |
| Würzburger Straße 34 (Standort) | Hoftor                                | wohl gleichzeitig | D-6-79-128-24 Wikidata           | weitere Bilder |
| Würzburger Straße 34 (Standort) | Relief                                | Pietàgruppe in Rundbogennische, Sandstein, 17. Jahrhundert | D-6-79-128-24 Wikidata           | weitere Bilder |
| Zellinger Straße 1 (Standort) | Scheune                               | Fachwerkbau mit Satteldach, 1595 (dendro.dat.) mit Keller, bezeichnet 1597                                                                                     | D-6-79-128-25 Wikidata           | weitere Bilder |
| Zellinger Straße 1 (Standort) | Einfriedung                           | Bruchsteinmauerwerk, mit Maria Immaculatà, Sandstein, 18. Jahrhundert und Wegaltar, bez 1403                                                                   | D-6-79-128-25 Wikidata           | weitere Bilder |
| Zellinger Straße 5 (Standort) | Hofanlage                             | Wohngebäude, zweigeschossiger Fachwerkbau mit Halbwalmdach über hohem Sockel, 17. Jahrhundert, Kellerbogen bezeichnet 1604, Kellerbogen im Hof bezeichnet 1652 | D-6-79-128-26 Wikidata           | weitere Bilder |
| Zellinger Straße 5 (Standort) | Hofanlage                             | Hoftor, wohl gleichzeitig | D-6-79-128-26 Wikidata           | weitere Bilder |
| Zellinger Straße 5 (Standort) | Hofanlage                             | ehemaliges Austragshaus, zweigeschossiger Satteldachbau mit Fachwerkobergeschoss, im Kern wohl 17./18. Jahrhundert                                             | D-6-79-128-26 Wikidata           | weitere Bilder |
| Zellinger Straße 5 (Standort) | Hofanlage                             | Scheune, Fachwerk mit Halbwalmdach, wohl 17. Jahrhundert | D-6-79-128-26 Wikidata           | BW             |
| Zellinger Straße 9 (Standort) | Pforte                                | geohrtes Gewände, bezeichnet 1720 | D-6-79-128-27 Wikidata           | BW             |

## Ehemalige Baudenkmäler
In diesem Abschnitt sind Objekte aufgeführt, die früher einmal in der Denkmalliste eingetragen waren, jetzt aber nicht mehr. Objekte, die in anderem Zusammenhang also z. B. als Teil eines Baudenkmals weiter eingetragen sind, sollen hier nicht aufgeführt werden. Aktennummern in diesem Abschnitt sind ehemalige, jetzt nicht mehr gültige Aktennummern.

| Lage                                                               | Objekt       | Beschreibung        | Akten-Nr.              | Bild           |
| ------------------------------------------------------------------ | ------------ | ------------------- | ---------------------- | -------------- |
| Katzenleiten, Straße nach Oberleinach, „Mausraingraben“ (Standort) | Bildhäuschen | 18./19. Jahrhundert | D-6-79-128-35 Wikidata | weitere Bilder |

## Abgegangene Baudenkmäler
In diesem Abschnitt sind Objekte aufgeführt, die früher einmal in der Denkmalliste eingetragen waren, jetzt aber nicht mehr existieren, z. B. weil sie abgebrochen wurden. Aktennummern in diesem Abschnitt sind ehemalige, jetzt nicht mehr gültige Aktennummern.

| Lage                          | Objekt                                           | Beschreibung | Akten-Nr.              | Bild |
| ----------------------------- | ------------------------------------------------ | --- | ---------------------- | ---- |
| Zellinger Straße 1 (Standort) | Ehemals Wohnstallhaus, sogenanntes Weckesserhaus | zweigeschossiger, verputzter Satteldachbau, mit geohrter Türrahmung, im Kern 1481 (dendro.dat.), im 18. Jahrhundert verändert; Portal, bezeichnet 1734; Abriss 2017, Gewölbekeller erhalten | D-6-79-128-25 Wikidata | BW   |